# ドイツ東洋学会

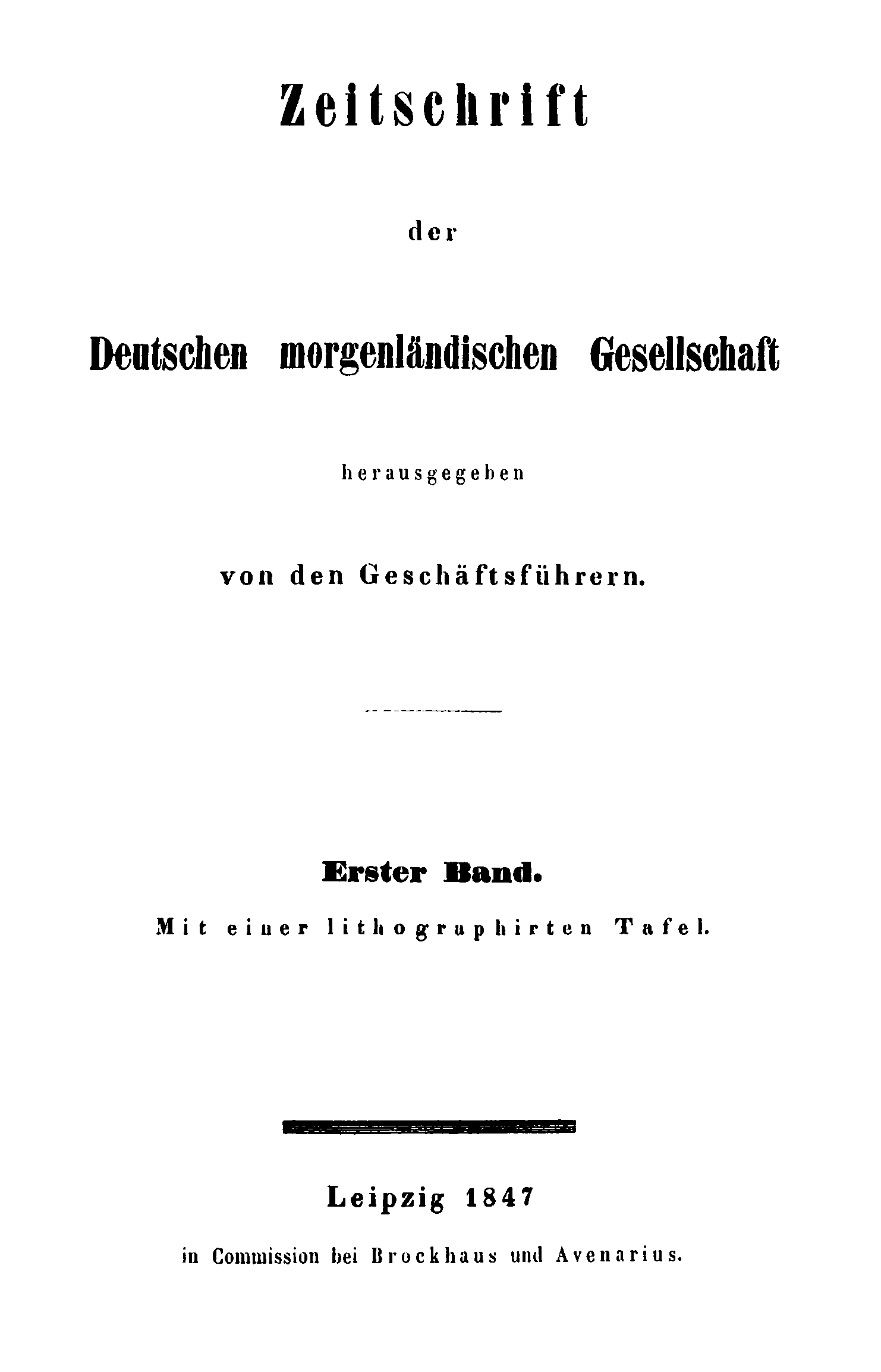
ドイツ東洋学会報第1巻(1847)

ドイツ東洋学会（Deutsche Morgenländische Gesellschaft、DMG）は、1845年に創立したドイツ最古の東洋学の学会。アジアおよびアフリカの言語と文化の研究を目的とする。
なお、ドイツ・オリエント学会（Deutsche Orient-Gesellschaft、DOG）は別の学会である。

## 歴史
1820年代にパリのアジア協会やロンドンの王立アジア協会が成立したが、ドイツでは19世紀なかばになるまで東洋学の学会も機関誌も存在せず、ドイツの東洋学者はこれらの外国の協会に属していた。
ドイツ東洋学会は、ライプツィヒ大学の東洋語教授であったハインリヒ・レーベレヒト・フライシャーらを中心として1845年10月2日にダルムシュタットで成立した。実際の活動中心地はライプツィヒに置かれた。第二次世界大戦後、ライプツィヒがソ連に占領されたため、1948年6月4日にマインツで再開した。2006年に本部はハレに移転した。
1847年以来、機関誌として『ドイツ東洋学会報』(Zeitschrift der Deutschen morgenländischen Gesellschaft、ZDMG)を刊行している。
『東洋学論集』(Die Abhandlungen für die Kunde des Morgenlandes)はモノグラフ集で、第1集は1857年から1859年にかけて出版された。現在も発行されている。